# أولاد الدراع (أولاد ادليم اجبيل)
أولاد الدراع هو دُوَّار يقع بجماعة أولاد دليم، عمالة مراكش، جهة مراكش آسفي في المملكة المغربية. ينتمي الدوّار لمشيخة أولاد ادليم اجبيل التي تضم 35 دوار. يقدر عدد سكانه بـ 177 نسمة حسب الإحصاء الرسمي للسكان والسكنى لسنة 2004.

## روابط خارجية
- البوابة الوطنية للجماعات الترابية
- المندوبية السامية للتخطيط